# Алаколь (Западно-Казахстанская область)
Алаколь (каз. Алакөл) — село в Каратобинском районе Западно-Казахстанской области Казахстана. Входит в состав Каракулского сельского округа. Код КАТО — 275039200.

## Население
В 1999 году население села составляло 362 человека (180 мужчин и 182 женщины). По данным переписи 2009 года, в селе проживало 288 человек (144 мужчины и 144 женщины).